# Лангенховен, Корнелис Якобус
Корнелис Якобус Лангенховен, африк. Cornelis Jacobus Langenhoven (13 августа 1873, Хуко, Ладисмит, Капская колония — 15 июля 1932) — южноафриканский писатель и политический деятель, видная фигура в культурной истории африканеров. Внёс заметный вклад в признание языка африкаанс официальным языком ЮАС, наряду с английским и вместо вышедшего из разговорного обихода нидерландского языка. Автор слов песни «Зов Южной Африки» на музыку М. Л. де Вильерса, служившей гимном ЮАР до 1994 г., и частично включённой в состав нового гимна.
Родился в деревушке Хуко близ Ладисмита в Капской колонии, откуда переехал в Оудсхорн, где вскоре стал одним из самых известных местных жителей. В 1897 г. женился на вдове Лени ван Вельден, в 1901 г. у них родилась дочь Энгела.
В 1914 г. избран членом Палаты ассамблеи Парламента ЮАС, позднее стал сенатором. Боролся за признание африкаанс вторым государственным языком. Основатель газеты Die Burger на этом языке. Масон. Его действия привели к тому, что с 1925 г. язык использовался в парламенте, а с 1927 г. приобрёл официальный статус наряду с английским.
Наряду с текстом будущего гимна страны попробовал своё перо во многих жанрах от поэзии до юморесок, сатиры, рассказов о призраках и пришельцах. Перевёл на африкаанс ряд известных произведений, в частности, Рубаи Омара Хайяма.